# Vícevidové optické vlákno

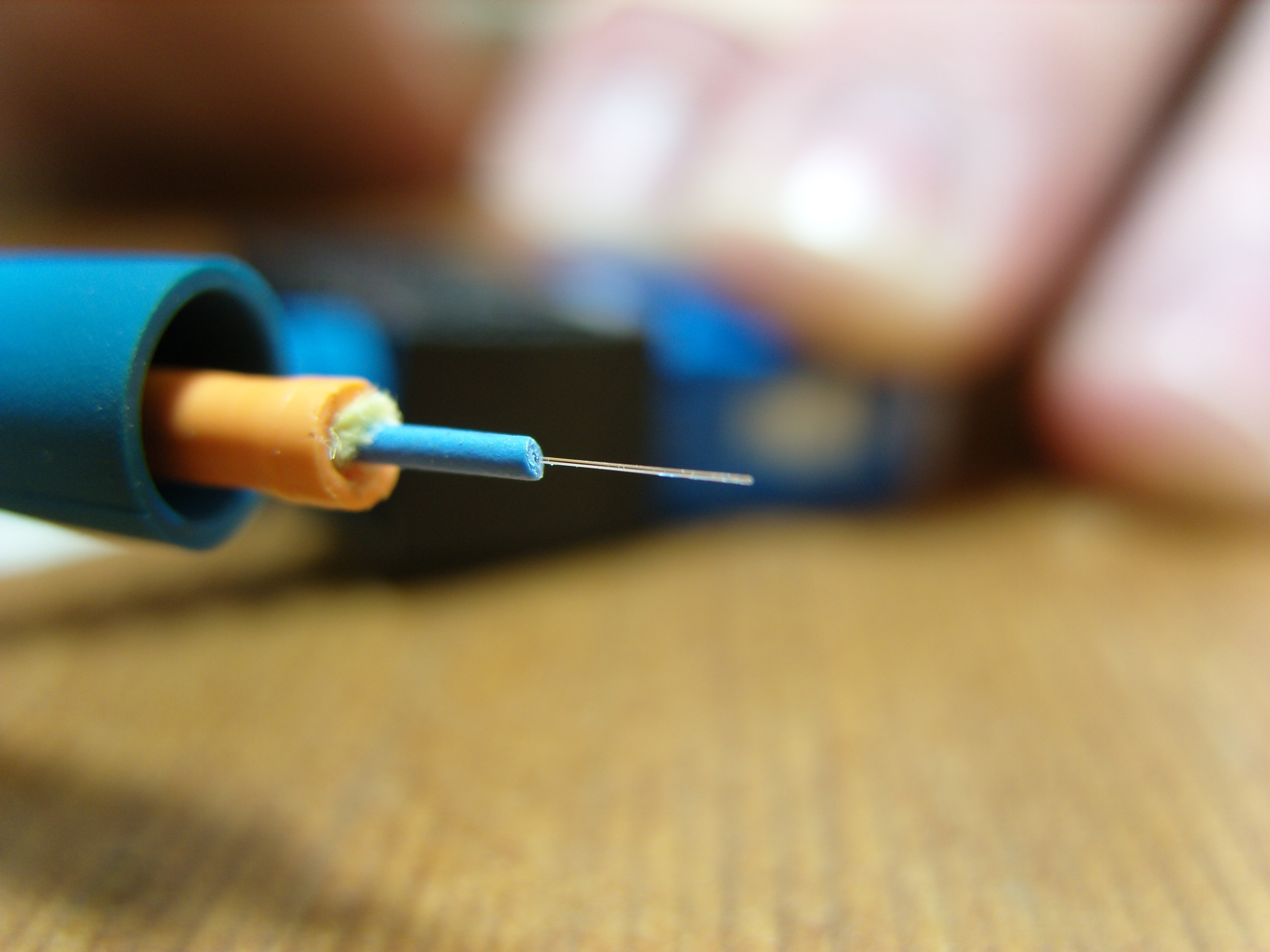
A 1.25 Gbit/s vícevidové optické vlákno

Vícevidové optické vlákno (zkratka MM, anglicky multimode) je v informatice typ optického vlákna, který je v počítačových sítích nejčastěji používán pro komunikaci na krátké vzdálenosti, jako například uvnitř budovy nebo areálu. Rychlost přenosu u vícevidových linek se pohybuje okolo 10 Mbit/s až 10 Gbit/s na vzdálenosti do 600 metrů, což je více než dostačující pro většinu LAN sítí.

## Obecně
Vlákno s velkým průměrem jádra (větší než 10 mikrometrů) může být analyzováno jako paprsková optika. Takové vlákno se nazývá vícevidové. Ve vícevidovém vláknu se skokovým profilem indexu lomu jsou paprsky světla vedeny podél jádra pomocí totální reflexe. Mezní úhel (minimální úhel pro totální odraz) je určený rozdílem indexu lomu jádra a pláště. Numerická apertura optického systému je bezrozměrné číslo které je charakterizováno úhlem θ, pod kterým může systém přijímat nebo vysílat světlo. Numerická apertura (NA) je vyjádřena matematickým zápisem n sin θ, kde n je index lomu prostředí.

### Se skokovým indexem lomu
- SI – step index (skokový index lomu)
  - do vlákna vstupují vidy (paprsky) pod mnoha úhly, šíří se totálním odrazem, vytváří vícevidový způsob šíření signálu
  - používá se na krátké vzdálenosti
  - nevýhoda: vidová disperze, která omezuje šířku přenášeného pásma

### Gradientní vlákno
U gradientních vláken (anglicky graded-index) se index lomu zmenšuje se vzdáleností od středu vlákna. Paprsek opisuje sinusovou křivku, což snižuje vidovou disperzi.
- GI – gradientní index (plynulá změna indexu lomu)
  - vlákno je tvořeno z tisíce tenkých vrstev, které se liší indexem lomu. Čím je paprsek dál od osy jádra, tím je index lomu menší, až paprsek přejde do kolmice a nakonec se vrátí k ose jádra
  - výhoda: eliminace vidové disperze = menší zkreslení, jednotlivé vidy dojdou na konec vlákna zhruba ve stejném časovém okamžiku
  - velmi často používané v datových aplikacích

## Použití
Vybavení používané pro komunikaci pomocí vícevidového optického vlákna je mnohem levnější než pro jednovidové optické vlákno.[zdroj?] Typické přenosové limity jsou 100 Mbit/s až do vzdálenosti 2 km (100BASE-FX), 1 Gbit/s do 500–600 m (1000BASE-SX) a 10 Gbit/s do 300 m (10GBASE-SR).
Díky vysoké kapacitě a spolehlivosti je vícevidové vlákno hlavně využíváno pro páteřní rozvody v budovách. Velkou výhodu poskytuje natažení optických linek přímo k počítačům uživatelů nebo k místům s velkou koncentrací počítačů (zóny). Standardy architektur jako jsou Centralized Cabling a Fiber to the Telecom Enclosure řeší problém poslední míle výměnou metalických rozvodů za optické linky.

## Srovnání s jednovidovým optickým vláknem
Vícevidové optické vlákno má vyšší „světelnou“ kapacitu než jednovidové optické vlákno. V praxi větší velikost jádra zjednodušuje spojení a také umožňuje používat levnější elektroniku jako jsou světlo vyzařující LED diody a laserové diody VCSEL (anglicky vertical-cavity surface-emitting lasers), které pracují na vlnové délce 850 nm. Jednovidové optické vlákno používané v telekomunikacích pracuje na vlnové délce 1310 nebo 1550 nm a vyžaduje mnohem dražší zdroje laseru (světla). Ve srovnání s jednovidovými optickými vlákny jsou vícevidová pomalejší. Vícevidové optické vlákno má větší rozměr jádra než jednovidové, proto podporuje více než jeden propagation mode (příčný mód) a je limitováno modálním rozptylem (anglicky modal dispersion), zatímco jednovidové optické vlákno ne. Kvůli větším rozměrům jádra, mají vícevidová vlákna také vyšší numerické apertury, což znamená že jsou lepší ve shromažďování světla než vlákna jednovidová. Kvůli modálnímu rozptýlení (rozptýlení ve vlákně) mají vícevidová optická vlákna vyšší hodnotu rozprostření než jednovidová optická vlákna, což právě u vícevidového omezuje přenosovou kapacitu.
Jednovidová optická vlákna jsou mnohem častěji používána ve vědeckém výzkumu, protože při možnosti pouze jednoho propagačního kanálu je snazší světlo správně zaostřit.
K rozlišení vícevidových od jednovidových optických kabelů se často používá barva pláště. Obvykle je možné se setkat s širokou škálou barev, avšak barva izolace by neměla být rozhodujícím faktorem k rozpoznání typu kabelu.

## Typy
Vícevidová optická vlákna jsou popisována podle velikosti jádra a průměru pláště. Tudíž vícevidové optické vlákno s označením 62,5/125 má velikost jádra 62,5 µm a průměr pláště 125 µm. Navíc jsou vícevidová vlákna popisována pomocí systému určeného standardem ISO 11801 – OM1, OM2, a OM3, který je založen na šířce pásma vícevidového optického vlákna.
Po mnoho let se hodně používaly 62,5/125 µm (OM1) a tradiční 50/125 µm (OM2) vícevidová optická vlákna. Tato vlákna mohou být využívána od Ethernetu (10 Mbit/s) do Gigabit Ethernetu (1Gbit/s) a díky jejich relativně velkému jádru jsou ideální k využití LED diodových vysílačů. Nověji se často používají vícevidová optická vlákna 50/125 µm (OM3) optimalizované pro laser. Takto označená vlákna poskytují dostatečnou šířku pásma pro 10 Gigabit Ethernet do vzdálenosti 300 metrů. Výrobci optických vláken zdokonalili od doby vydání standardu výrobní proces a kabely mohou být vyráběny s podporou 10 Gb Ethernetu do vzdálenosti až 550 metrů. Vícevidové optické vlákno optimalizované pro laser (LOMMF) je navrženo pro použití s 850 nm VCSEL lasery.
Přechod na LOMMF/OM3 nastal v okamžiku, kdy uživatelé začali přecházet na sítě s vyšší rychlostí. LED diody mají maximální modulační rychlost 622 Mbit/s, protože se nemohou zapínat a vypínat dost rychle na to, aby mohly být nasazeny v širokopásmových aplikacích. VCSEL lasery jsou schopné dosáhnout modulační rychlosti převyšující 10 Gbit/s, a proto jsou používány v mnoha vysokorychlostních sítích.
Výkonnostní profily VCSEL mohou společně se změnami v uniformitě vlákna způsobit modální rozptyl, který je měřen jako rozdílové modální zpoždění (anglicky differential modal delay, DMD). Modální rozptyl je efekt, který způsobuje rozdílné rychlosti ve světelném pulsu u jednotlivých frekvencí. Celkový efekt se projevuje tak, že se světelný puls rozděluje nebo rozšiřuje s rostoucí vzdáleností, což způsobuje obtížnější identifikaci jedniček a nul pro přijímač. Čím větší délka, tím větší modální rozptyl. V boji proti modálnímu rozptylu jsou LOMMF vyráběny způsobem odstraňujícím změny ve vláknu, které ovlivňují rychlost šíření světelného pulsu. U VCSEL je profil indexu lomu (anglicky refractive index profile) zvětšen a předchází tím rozšiřování pulsu. Díky tomu vlákna udržují integritu signálu na větší vzdálenosti, čímž maximalizují využitelnou šířku pásma.